# Ludovic Giuly
Ludovic Giuly, född 10 juli 1976 i Lyon, är en fransk fotbollsspelare som för närvarande spelar för Monts d'Or Azergues i CFA. Han har tidigare spelat för Olympique Lyonnais, AS Monaco, FC Barcelona, och AS Roma. Giuly är känd för sin acceleration och teknik med bollen. Han är endast 164 centimeter lång vilket han dock kompenserar med fantastisk bollkänsla och snabbhet. Hans karriär har präglats av en lång rad skador, vilket har gjort att han under långa perioder tvingats vara borta från spel.

## Karriär

### Tidigare karriär
Giuly påbörjade sin karriär i Olympique Lyonnais 1994 där han spelade i fyra år innan han 1998 köptes av AS Monaco FC. I Monaco var Giuly lagkapten när laget gick ända till final i Champions League säsongen 2003-2004, men föll där mot FC Porto.

### FC Barcelona
Den 28 juni 2004 skrev Giuly på ett fyraårskontrakt med FC Barcelona värt 7 miljoner euro.
Barcelona vann La Liga säsongen 2004-2005 mycket tack vare Giuly som med sina 11 mål var lagets näst bästa målskytt. Detta trots att han ådrog sig flera muskelskador under säsongen.
Säsongen 2005-2006 vann Barcelona både La Liga och Champions League. I semifinalen mot AC Milan gjorde Giuly matchens enda mål som tog Barcelona till final mot Arsenal.
Under säsongen 2006-2007 var Giuly fortfarande en viktig spelare i Barcelona med sina 26 matcher och 3 mål i La Liga, men han förlorade under säsongen sin plats i startelvan till superlöftet Lionel Messi.

### AS Roma
Efter att ha fått allt mindre speltid i Barcelona köptes Giuly till slut av AS Roma den 17 juli 2007 för 4,5 miljoner euro med en årsinkomst på 1,8 miljoner euro för Giuly själv. Första säsongen i Roma resulterade i 32 matcher och fem mål, vilket gjorde honom till en av de fem bästa målskyttarna under säsongen i Roma.

### Paris Saint-Germain
Sejouren i Roma blev bara ettårig. Den 18 juli 2008 skrev Giuly på för Paris Saint-Germain, ett kontrakt värt 2,5 miljoner euro och som ger honom 300.000 euro i månaden.

### AS Monaco
9 augusti 2011 blev det klart att Giuly återvänder till Monaco, som han lämnade 2004. Giuly skrev på ett två år långt kontrakt. I samband med det sa han även: ”Jag kunde inte lämna Monaco så här, vi kommer att göra allt för att komma tillbaka till Ligue 1.”

### Internationell karriär
Giuly har spelat 17 landskamper för Frankrike och gjort tre mål. 
Till EM 2004 var Giuly uttagen i Frankrikes 23-mannatrupp, men togs bort ur truppen på grund av den benskada han ådrog sig i Champions League-finalen mot Porto.
I truppen till VM 2006 fanns Giuly inte med. Han kunde däremot ha blivit inkallad när Djibril Cissé bröt benet i träningsmatch inför VM, men Giuly gjorde klart när han stod utanför truppen att han inte tänkte vänta på att bli inkallad som reserv utan föredrog semester istället. Efter att Raymond Domenech tog över som förbundskapten blev det inte lättare för Giuly eftersom Domenech tidigt klargjorde att det inte fanns något behov för Giuly i landslaget och att det finns yngre och bättre alternativ än han. Detta upprörde både Barcelonas och Frankrikes supportrar, men Giuly lugnade dem och sa att de skulle respektera förbundskaptenens beslut. Han tillade även att om han får chansen att spela för Frankrike igen så skulle han ta den.